# Mikel Pradera
Mikel Pradera Rodríguez (* 6. März 1975 in Mallabia) ist ein ehemaliger spanischer Radrennfahrer.
Mikel Pradera begann seine Karriere 1999 bei dem baskischen Radsport-Team Euskaltel-Euskadi, nachdem er dort schon 1997 als Stagiaire gefahren ist. Nach zwei Jahren wechselte er zu O.N.C.E.-Eroski, wo er 2001 zum ersten Mal an der Tour de France teilnahm; seine beste Platzierung bei vier Teilnahmen erreichte er 2003 mit dem 58. Gesamtplatz.

## Teams
- 1999–2000 Euskaltel-Euskadi
- 2001–2003 O.N.C.E.-Eroski
- 2004 Illes Balears-Banesto
- 2005 Illes Balears-Caisse d’Epargne
- 2006 Caisse d’Epargne-Illes Balears
- 2007–2008 Benfica